# 한국철도공사 7100호대 디젤 기관차
7100호대 디젤 기관차는 한국철도공사의 여객·화물 견인용 전기식 특대형 디젤 기관차이다. 주요 간선 고속화에 맞춰 도입되었다. 현재는 90량 모두 퇴역하였다.

## 역사
7101호부터 7120호까지의 차량은 1975년 12월 미국수출입은행(EXIM) 차관으로 도입하였으며, 7121호부터 7140호까지의 차량은 같은 차관을 통하여 1978년 8월 들여왔다. 이 가운데 일부 차량(7111 ~ 7120)은 한국철도공사 7500호대 디젤 기관차에서 개조·편입되었다.
이후의 차량은 현대차량에서 국산화 제작하여 납품하게 되었다. 1980년 12월에 4량, 이듬해 1981년 12월 5량, 1982년 12월에 9량이 도입되었다. 계속하여 1983년과 이듬해 12월에 각 10량이, 1985년 1월, 12월에 12량이 운행을 개시하였다. 특히 7179~7190호의 12량은 운용과 검수의 문제를 보완하기 위하여 전기 회로의 결선(結線) 구조를 보완하여 도입되었다.

## 기술적 사양
7100호대 디젤 기관차의 원래 모델명은 GT26CW이다. 이 모델은 본래 미국에서 주로 중단거리 화물에 사용되던 것과 같은 것으로서, 대한민국에서 고속 여객 열차를 끌기 위해 알맞게 조정하여 도입되었다. 2행정 160리터급 16기통 V형 하이브리드 터보 디젤 엔진을 얹어 3000마력의 출력을 내며, 전동기 구성은 2직3병렬로 기동하여 50~60km/h에서 6직렬 회로로 전이된다. 따라서 이 속도대역에서 회로변경으로 인한 전이충격 현상이 있는 것이 특징이다. 대차의 차륜배열은 전형적인 C-C축으로 되어 있으며, 제어대는 오른쪽에 직각으로 설치되어 있기 때문에 시야가 제한되어 부기관사가 반드시 동승하도록 되어 있다. 7124호 이전 차량에는 총괄제어 기능이 없으며, 7125호부터 7190호까지의 차량에는 운전실 부기관사석 앞쪽 출입문을 뒤쪽으로 옮긴 뒤 CCTV 카메라와 난간 가운데의 계단을 설치하는 개량이 이루어졌다. 일부 차량은 앞 문이 없는 형태로 제작되었으며, 앞 문이 있었던 일부 차량들도 개량 작업으로 앞 문이 제거되었다. 그러나 7100호대 디젤기관차는 모두 퇴역하였다.

## 현황
1975년부터 총 90량이 도입되었다. 현재는 모두 퇴역하였으며 퇴역한 기관차 중 11량은 파키스탄 NLC(국가물류협회)로 수출하였다.퇴역한 기관차 중 7량은 이란으로 수출되었다. 5량이 보존되고 있다.
| 차호   | 시리얼    | 도입 시기        | 운행 중단 시기   | 비고 |
| ------ | --------- | ---------------- | ---------------- | --- |
| 7101호 | 713565    | 1975년 11월 30일 | 2009년 1월 31일  | 2013년 이란으로 수출 매각되었다. 이란에서 운행하였으나 만료되었고 고철 매각되었다.                                                                                                |
| 7102호 | 713566    | 1975년 11월 30일 | 2013년 6월 30일  | 2020년 고철 매각되었다. |
| 7103호 | 713567    | 1975년 11월 30일 | 1995년 10월 23일 | 차체 및 운전실 후드룸 등 부식이 심해 조기에 폐차 발령됨. |
| 7104호 | 713568    | 1975년 11월 30일 | 2013년 6월 30일  | 2018년 고철 매각되었다. |
| 7105호 | 713569    | 1975년 11월 30일 | 2013년 6월 30일  | 2019년 고철 매각되었다. |
| 7106호 | 713570    | 1975년 11월 30일 | 2013년 6월 30일  | 2018년 고철 매각되었다. |
| 7107호 | 713571    | 1975년 11월 30일 | 2013년 6월 30일  | 2019년 고철 매각되었다. |
| 7108호 | 713572    | 1975년 11월 30일 | 2009년 1월 31일  | 2010년 이란으로 수출 매각되었다. 이란에서 운행하였으나 만료되었고 고철 매각되었다.                                                                                                |
| 7109호 | 713573    | 1975년 11월 30일 | 1999년 11월 3일  | 봉화 분천리 기관차 추락 사고로 추락하여 대파된 후 폐차 발령됨. |
| 7110호 | 713574    | 1975년 11월 30일 | 2009년 1월 31일  | 영주역에 보존되었다가 2012년 고철 매각되었다. |
| 7111호 | 713555    | 1975년 11월 30일 | 2009년 1월 31일  | 구 7581호에서 개번. 2010년 이란으로 수출 매각되었다. 이란에서 운행하였으나 만료되었고 고철 매각되었다.                                                                            |
| 7112호 | 713556    | 1975년 11월 30일 | 2013년 6월 30일  | 구 7582호에서 개번. 2020년 고철 매각되었다. |
| 7113호 | 713557    | 1975년 11월 30일 | 2013년 6월 30일  | 구 7583호에서 개번. 2018년 고철 매각되었다. |
| 7114호 | 713558    | 1975년 11월 30일 | 2008년 12월 31일 | 구 7584호에서 개번. 2010년 이란으로 수출 매각되었다. 이란에서 운행하였으나 만료되었고 고철 매각되었다.                                                                            |
| 7115호 | 713559    | 1975년 11월 30일 | 2013년 6월 30일  | 구 7585호에서 개번. 경전선 옛 진영역에서 새마을호 객차와 함께 보존되고 있다. |
| 7116호 | 713560    | 1975년 11월 30일 | 1993년 4월 23일  | 구 7586호에서 개번. 구포역 열차 전복 사고로 대파된 후 폐차 발령됨. |
| 7117호 | 713561    | 1975년 11월 30일 | 2009년 1월 31일  | 구 7587호에서 개번. 1998년 전라선 화물열차 운행 도중 충돌 사고로 대파, 같은해 운행 재개. 2011년 이란으로 수출 매각되었다. 이란에서 운행하였으나 만료되었고 고철 매각되었다.       |
| 7118호 | 713562    | 1975년 11월 30일 | 2013년 6월 30일  | 구 7588호에서 개번. 2020년 고철 매각되었다. |
| 7119호 | 713563    | 1975년 11월 30일 | 2013년 6월 30일  | 구 7589호에서 개번. 2020년 고철 매각되었다. |
| 7120호 | 713564    | 1975년 11월 30일 | 2008년 12월 31일 | 구 7590호에서 개번. 2010년 이란으로 수출 매각되었다. 이란에서 운행하였으나 만료되었고 고철 매각되었다.                                                                            |
| 7121호 | 778033-1  | 1978년 8월 8일   | 2018년 6월 30일  | 차량자체가 아날로그식에다가 미개조 기관차이다. 심한 노후화로 인해 조기에 폐차 발령됨. 2023년 고철 매각되었다.                                                                     |
| 7122호 | 778033-2  | 1978년 8월 8일   | 2014년 7월 31일  | 2018년 고철 매각되었다. |
| 7123호 | 778033-3  | 1978년 8월 8일   | 1995년 12월 19일 | 1995년 10월 11일 중앙선 단촌역 구내에서 7528호와 충돌하여 그 여파로 폐차 발령됨.                                                                                                  |
| 7124호 | 778033-4  | 1978년 8월 8일   | 2017년 10월 31일 | 총괄제어 기능이 없는 마지막 차량이다. 심한 노후화로 인해 조기에 폐차 발령됨. 2025년 고철 매각되었다.                                                                              |
| 7125호 | 778033-5  | 1978년 8월 8일   | 2018년 6월 30일  | 총괄제어 기능이 추가되었다. 2025년 고철 매각되었다. |
| 7126호 | 778033-6  | 1978년 8월 8일   | 2018년 6월 30일  | 2020년 고철 매각되었다. |
| 7127호 | 778033-7  | 1978년 8월 8일   | 2018년 6월 30일  | 2005년 11월 19일 스펀지 '기차는 모래가 없으면 미끄러진다'편에서 등장함 2019년 고철 매각되었다.                                                                                    |
| 7128호 | 778033-8  | 1978년 8월 8일   | 2018년 6월 30일  | 2019년 고철 매각되었다. |
| 7129호 | 778033-9  | 1978년 8월 8일   | 2010년 1월 31일  | 구 신거역에 3102호로 번호가 바뀌어 전시 중이다. |
| 7130호 | 778033-10 | 1978년 8월 8일   | 2018년 6월 30일  | 2025년 고철 매각되었다. |
| 7131호 | 778033-11 | 1978년 8월 8일   | 2018년 6월 30일  | 2019년 고철 매각되었다. |
| 7132호 | 778033-12 | 1978년 8월 8일   | 2009년 1월 31일  | 2010년 이란으로 수출 매각되었다. 이란에서 운행하였으나 만료되었고 고철 매각되었다.                                                                                                |
| 7133호 | 778033-13 | 1978년 8월 8일   | 2009년 1월 31일  | 2010년 이란으로 수출 매각되었다. 이란에서 운행하였으나 만료되었고 고철 매각되었다.                                                                                                |
| 7134호 | 778033-14 | 1978년 8월 8일   | 2009년 1월 31일  | 화천열차펜션의 기관차로 쓰이고 있다. |
| 7135호 | 778033-15 | 1978년 8월 8일   | 2009년 1월 31일  | 2011년 이란으로 수출 매각되었다. 이란에서 운행하였으나 만료되었고 고철 매각되었다.                                                                                                |
| 7136호 | 778033-16 | 1978년 8월 8일   | 2017년 10월 31일 | 2020년 고철 매각되었다. |
| 7137호 | 778033-17 | 1978년 8월 8일   | 2016년 6월 30일  | 2016년 5월 26일 트럭과 충돌, 언더프레임이 대파되어 2016년 조기에 폐차 발령됨. 2018년 고철 매각되었다.                                                                             |
| 7138호 | 778033-18 | 1978년 8월 8일   | 2009년 1월 31일  | 2010년 이란으로 수출 매각되었다. 이란에서 운행하였으나 만료되었고 고철 매각되었다.                                                                                                |
| 7139호 | 778033-19 | 1978년 8월 8일   | 2018년 6월 30일  | 2018년 6월 29일 영주발 부산행 1825을 끝으로 폐차되었다. 2025년 고철 매각되었다.                                                                                                   |
| 7140호 | 778033-20 | 1978년 8월 8일   | 2008년 12월 31일 | 2011년 이란으로 수출 매각되었다. 이란에서 운행하였으나 만료되었고 고철 매각되었다.                                                                                                |
| 7141호 | HDRS41    | 1980년 12월 17일 | 2009년 1월 31일  | 2010년 고철 매각되었다. |
| 7142호 | HDRS42    | 1980년 12월 17일 | 2009년 1월 31일  | 2012년 파키스탄으로 수출 매각되었다. |
| 7143호 | HDRS43    | 1980년 12월 17일 | 2009년 1월 31일  | 대구차량승무사업소에 유치 되어있다가 2011년 고철 매각되었다. |
| 7144호 | HDRS44    | 1980년 12월 17일 | 2009년 1월 31일  | 2010년 이란으로 수출 매각되었다. 이란에서 운행하였으나 만료되었고 고철 매각되었다.                                                                                                |
| 7145호 | HDRS8201  | 1981년 12월 18일 | 2009년 1월 31일  | 2010년 고철 매각되었다. |
| 7146호 | HDRS8202  | 1981년 12월 18일 | 2009년 1월 31일  | 2012년 파키스탄으로 수출 매각되었다. |
| 7147호 | HDRS8203  | 1981년 12월 18일 | 2009년 1월 31일  | 2010년 이란으로 수출 매각되었다. 이란에서 운행하였으나 만료되었고 고철 매각되었다.                                                                                                |
| 7148호 | HDRS8204  | 1981년 12월 18일 | 2009년 1월 31일  | 2010년 이란으로 수출 매각되었다. 이란에서 운행하였으나 만료되었고 고철 매각되었다.                                                                                                |
| 7149호 | HDRS8205  | 1981년 12월 18일 | 2009년 1월 31일  | 영주역에 보존되었다가 2012년 이란으로 수출 매각되었다. 이란에서 운행하였으나 만료되었고 고철 매각되었다.                                                                          |
| 7150호 | HDRS8206  | 1982년 12월 19일 | 2009년 5월 5일   | 2013년 이란으로 수출 매각되었다. 이란에서 운행하였으나 만료되었고 고철 매각되었다.                                                                                                |
| 7151호 | HDRS8207  | 1982년 12월 19일 | 2009년 1월 31일  | 영주역에 보존되었다가 경전선 옛 북천역에서 활용한 새마을호 객차와 함께 열차카페의 기관차로 쓰이고 있다. 영화부산행에 나온차량이다                                                 |
| 7152호 | HDRS8208  | 1982년 12월 19일 | 2009년 1월 31일  | 2010년 이란으로 수출 매각되었다. 이란에서 운행하였으나 만료되었고 고철 매각되었다.                                                                                                |
| 7153호 | HDRS8209  | 1982년 12월 19일 | 2019년 7월 10일  | 코레일 마크가 큰 기관차이다. 심한 노후화로 인해 조기에 폐차 발령됨. 2020년 고철 매각되었다.                                                                                       |
| 7154호 | HDRS8210  | 1982년 12월 19일 | 2014년 7월 31일  | 제천조차장역에 보존 중이였으나 계획이 백지화되어 대차, 내부 부품은 수출후 차체는 2023년 고철 매각되었다.                                                                          |
| 7155호 | HDRS8211  | 1982년 12월 19일 | 2014년 7월 31일  | 2020년 고철 매각되었다. |
| 7156호 | HDRS8212  | 1982년 12월 19일 | 2009년 1월 31일  | 2010년 고철 매각되었다. |
| 7157호 | HDRS8301  | 1982년 12월 19일 | 2008년 7월 16일  | 2011년 이란으로 수출 매각되었다. 이란에서 운행하였으나 만료되었고 고철 매각되었다.                                                                                                |
| 7158호 | HDRS8302  | 1982년 12월 19일 | 2009년 1월 31일  | 2010년 이란으로 수출 매각되었다. 이란에서 운행하였으나 만료되었고 고철 매각되었다.                                                                                                |
| 7159호 | HDRS8303  | 1983년 12월 23일 | 2008년 6월 5일   | 2010년 이란으로 수출 매각되었다. 이란에서 운행하였으나 만료되었고 고철 매각되었다.                                                                                                |
| 7160호 | HDRS8304  | 1983년 12월 23일 | 2009년 1월 31일  | 구 김유정역에 보존되고 있다. |
| 7161호 | HDRS8305  | 1983년 12월 23일 | 2009년 1월 31일  | 2010년 이란으로 수출 매각되었다. 이란에서 운행하였으나 만료되었고 고철 매각되었다.                                                                                                |
| 7162호 | HDRS8306  | 1983년 12월 23일 | 2009년 1월 31일  | 2010년 고철 매각되었다. |
| 7163호 | HDRS8307  | 1983년 12월 23일 | 2009년 1월 31일  | 2010년 이란으로 수출 매각되었다. 이란에서 운행하였으나 만료되었고 고철 매각되었다.                                                                                                |
| 7164호 | HDRS8308  | 1983년 12월 23일 | 2009년 1월 31일  | 2010년 이란으로 수출 매각되었다. 이란에서 운행하였으나 만료되었고 고철 매각되었다.                                                                                                |
| 7165호 | HDRS8309  | 1983년 12월 23일 | 2009년 1월 31일  | 2011년 이란으로 수출 매각되었다. 이란에서 운행하였으나 만료되었고 고철 매각되었다.                                                                                                |
| 7166호 | HDRS8310  | 1983년 12월 23일 | 2019년 7월 10일  | 과거에 번호판에 청테이프를 달고 다녔다. 심한 노후화로 인해 조기에 폐차 발령됨. 2021년 고철 매각되었다.                                                                            |
| 7167호 | HDRS8311  | 1983년 12월 23일 | 2009년 1월 31일  | 2011년 이란으로 수출 매각되었다. 이란에서 운행하였으나 만료되었고 고철 매각되었다.                                                                                                |
| 7168호 | HDRS8401  | 1983년 12월 23일 | 2009년 1월 31일  | 2010년 이란으로 수출 매각되었다. 이란에서 운행하였으나 만료되었고 고철 매각되었다.                                                                                                |
| 7169호 | HDRS8402  | 1984년 12월 13일 | 2010년 1월 31일  | 2012년 파키스탄으로 수출 매각되었다. |
| 7170호 | HDRS8403  | 1984년 12월 13일 | 2010년 1월 31일  | 1988년 9월 9일 호남선 복선(이리<->송정리)간 개통열차를 견인하였다. 2010년 이란으로 수출 매각되었다. 이란에서 운행하였으나 만료되었고 고철 매각되었다.                             |
| 7171호 | HDRS8404  | 1984년 12월 13일 | 2010년 1월 31일  | 2012년 파키스탄으로 수출 매각되었다. |
| 7172호 | HDRS8405  | 1984년 12월 13일 | 2010년 1월 31일  | 2012년 파키스탄으로 수출 매각되었다. |
| 7173호 | HDRS8406  | 1984년 12월 13일 | 2010년 1월 31일  | 2012년 파키스탄으로 수출 매각되었다. |
| 7174호 | HDRS8407  | 1984년 12월 13일 | 2010년 1월 31일  | 2012년 파키스탄으로 수출 매각되었다. |
| 7175호 | HDRS8408  | 1984년 12월 13일 | 2010년 1월 31일  | 2011년 이란으로 수출 매각되었다. 이란에서 운행하였으나 만료되었고 고철 매각되었다.                                                                                                |
| 7176호 | HDRS8409  | 1984년 12월 13일 | 2010년 1월 31일  | 2012년 파키스탄으로 수출 매각되었다. |
| 7177호 | HDRS8410  | 1984년 12월 13일 | 2010년 12월 31일 | 2012년 파키스탄으로 수출 매각되었다. |
| 7178호 | HDRS8411  | 1984년 12월 13일 | 2010년 12월 31일 | 2012년 파키스탄으로 수출 매각되었다. |
| 7179호 | HDRS8501  | 1985년 12월 31일 | 2010년 1월 31일  | 2012년 파키스탄으로 수출 매각되었다. |
| 7180호 | HDRS8502  | 1985년 12월 31일 | 2010년 1월 31일  | 2011년 이란으로 수출 매각되었다. 이란에서 운행하였으나 만료되었고 고철 매각되었다.                                                                                                |
| 7181호 | HDRS8503  | 1985년 12월 31일 | 2015년 9월 23일  | 경화역에 보존 되었으나 부산진역에서 보존 중이였다가 2022년 고철 매각되었다. |
| 7182호 | HDRS8504  | 1985년 12월 31일 | 2015년 9월 23일  | 부산진역에서 보존 중이였다가 2022년 고철 매각되었다. |
| 7183호 | HDRS8505  | 1985년 12월 31일 | 2010년 12월 10일 | 파키스탄으로 수출될 예정이었으나 계획이 변경되면서 2018년 고철 매각되었다. |
| 7184호 | HDRS8506  | 1985년 12월 31일 | 2015년 11월 14일 | 제천조차장역에 보존 중이였으나 계획이 백지화되어 대차, 내부 부품은 수출후 차체는 2023년 고철 매각되었다.                                                                          |
| 7185호 | HDRS8507  | 1985년 12월 31일 | 2015년 11월 14일 | 제천조차장역에 보존 중이였다가 계획이 백지화되어 대차, 내부 부품은 수출후 차체는 2023년 고철 매각되었다.                                                                          |
| 7186호 | HDRS8508  | 1985년 12월 31일 | 2010년 12월 10일 | 2012년 이란으로 수출 매각되었다. 이란에서 운행하였으나 만료되었고 고철 매각되었다.                                                                                                |
| 7187호 | HDRS8509  | 1985년 12월 31일 | 2015년 12월 16일 | 7236호와 더불어 한국철도공사의 디젤 기관차 가운데 초록색과 노란색이 섞인 철도청 구CI 도색을 적용한 최후의 차량이었으며, 신CI 도색으로 바뀐 뒤 폐차되었다. 2021년 고철 매각되었다. |
| 7188호 | HDRS8510  | 1985년 12월 31일 | 2015년 12월 16일 | 부산진역에서 보존 중이였다가 2025년 고철 매각되었다. |
| 7189호 | HDRS8511  | 1985년 12월 31일 | 2010년 12월 12일 | 2012년 파키스탄으로 수출 매각되었다. |
| 7190호 | HDRS8512  | 1985년 12월 31일 | 2015년 12월 16일 | 화랑대역에 전시될 예정이었으나 계획이 변경되면서 2021년 고철 매각되었다. |

## 사진

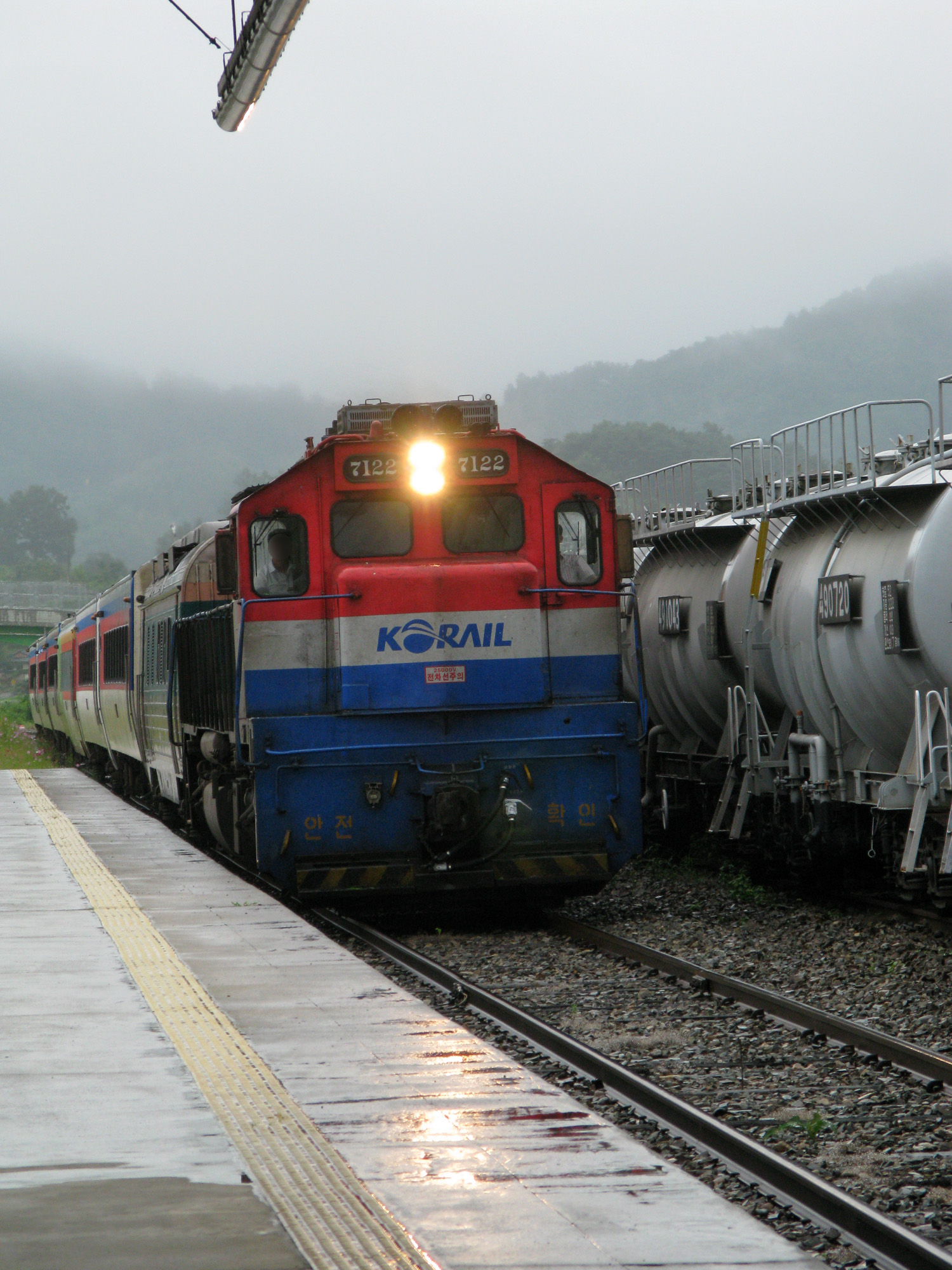
7122호 디젤 전기 기관차
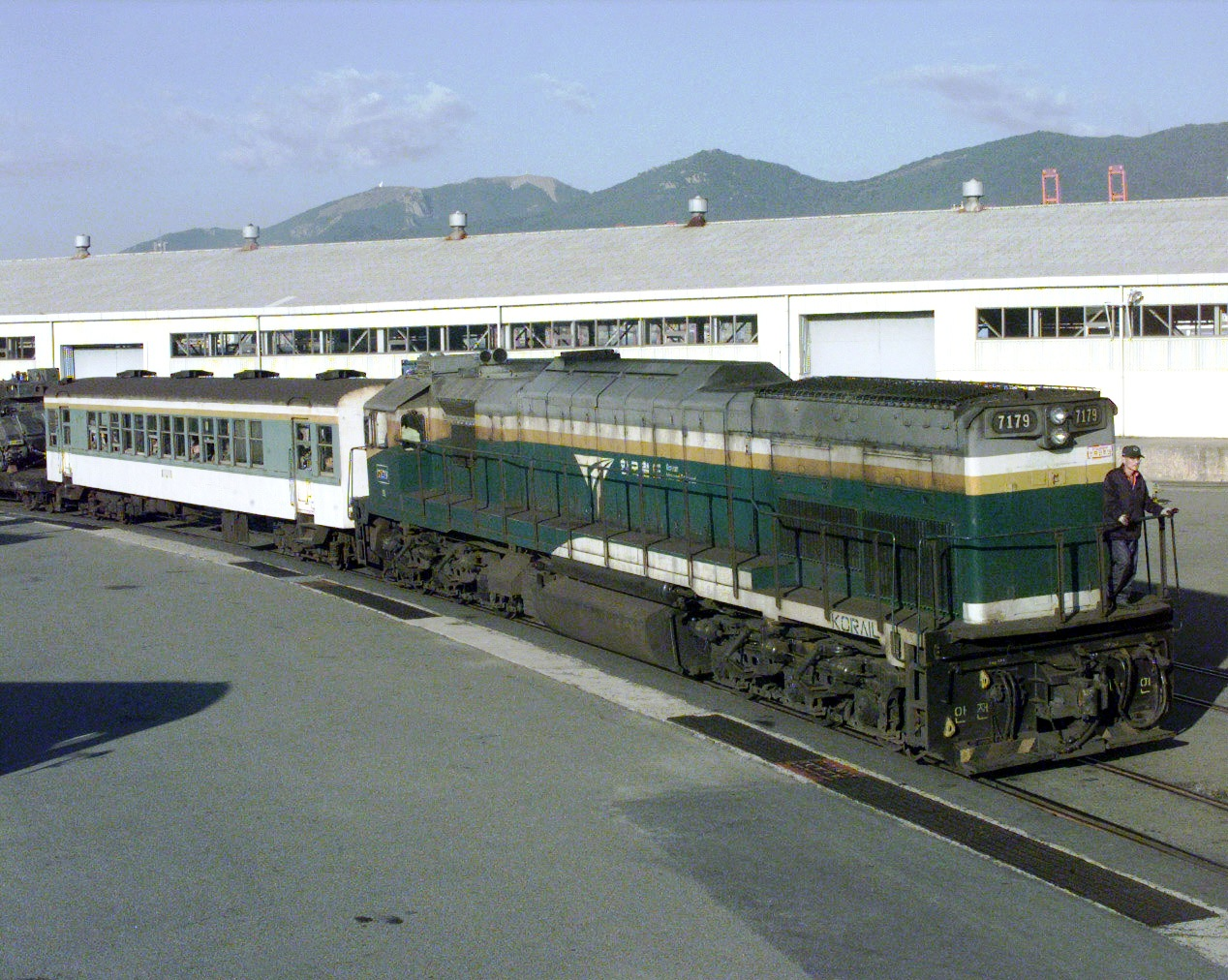
7179호 디젤 전기 기관차 (철도청 구 도색)
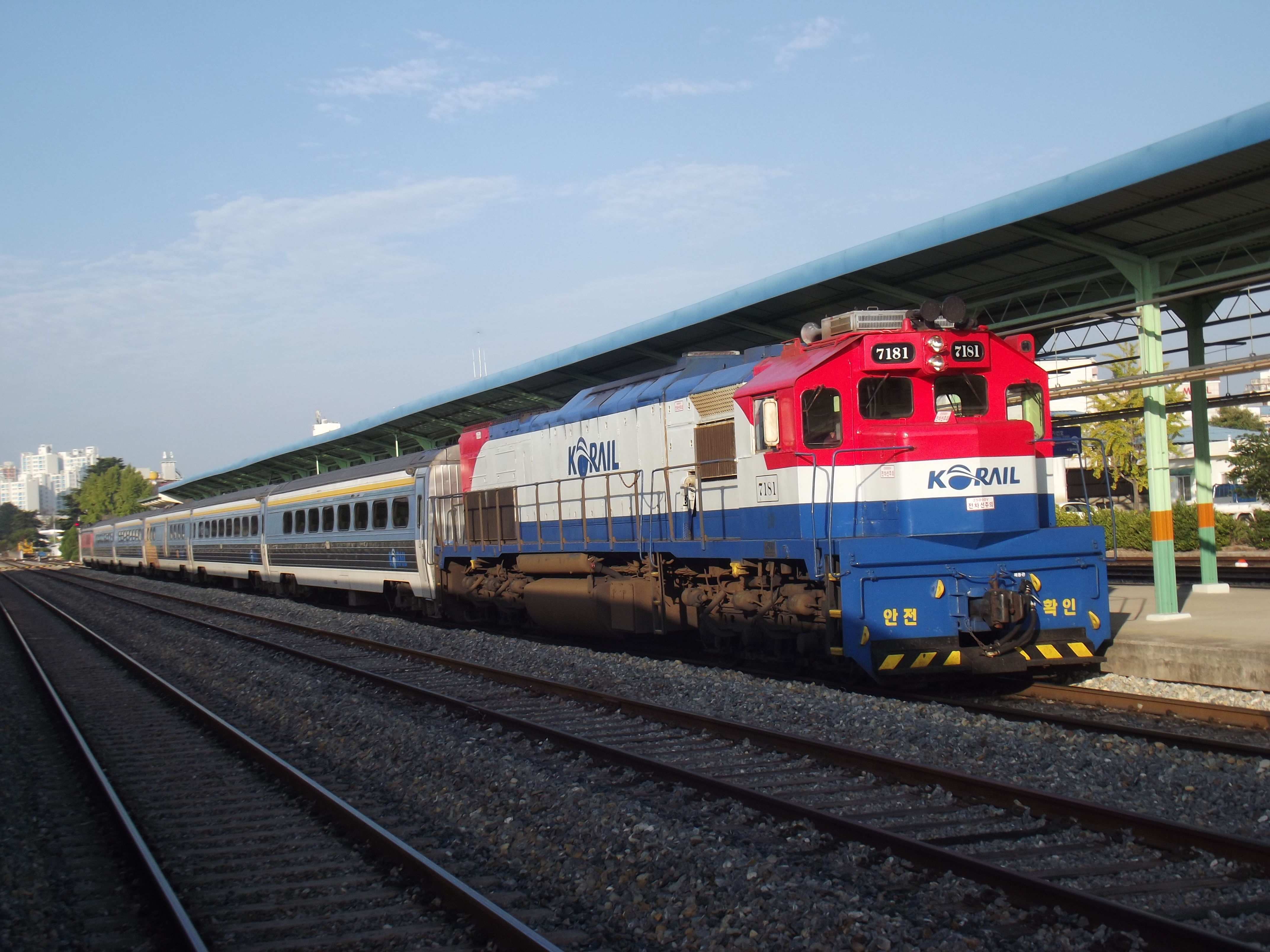
7181호 디젤 전기 기관차
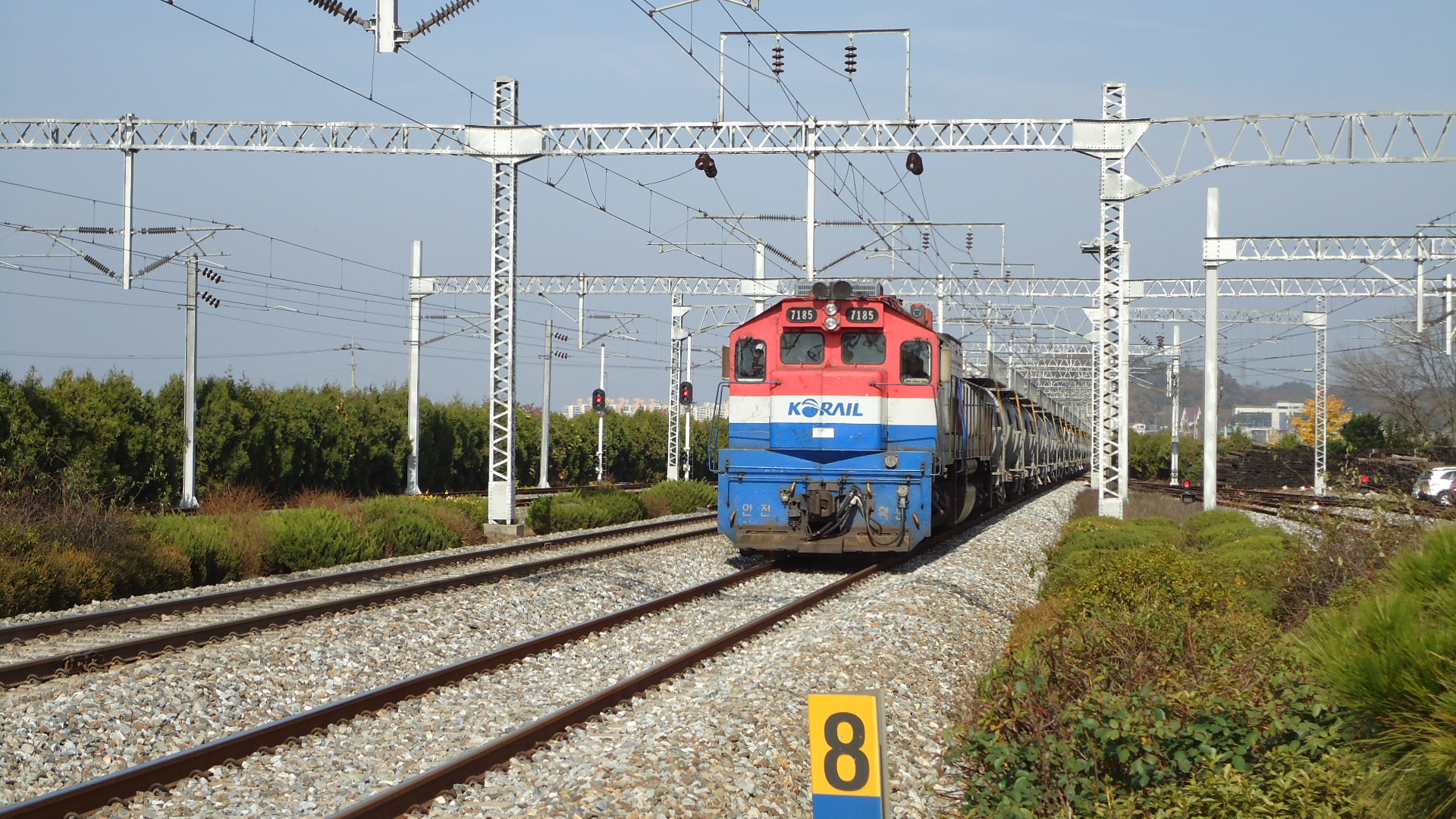
7185호 디젤 전기 기관차
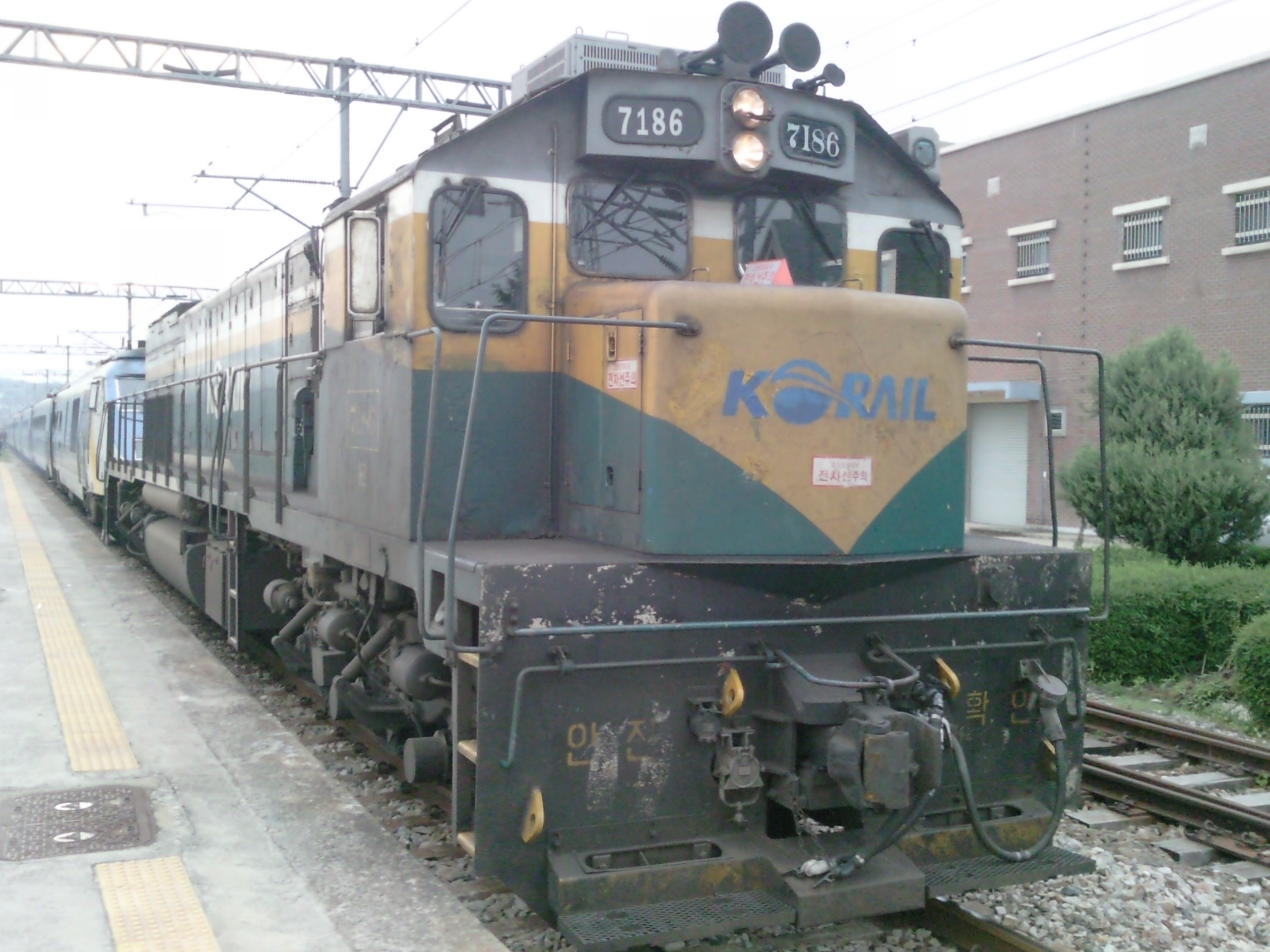
7186호 디젤 전기 기관차 (철도청 구 도색)
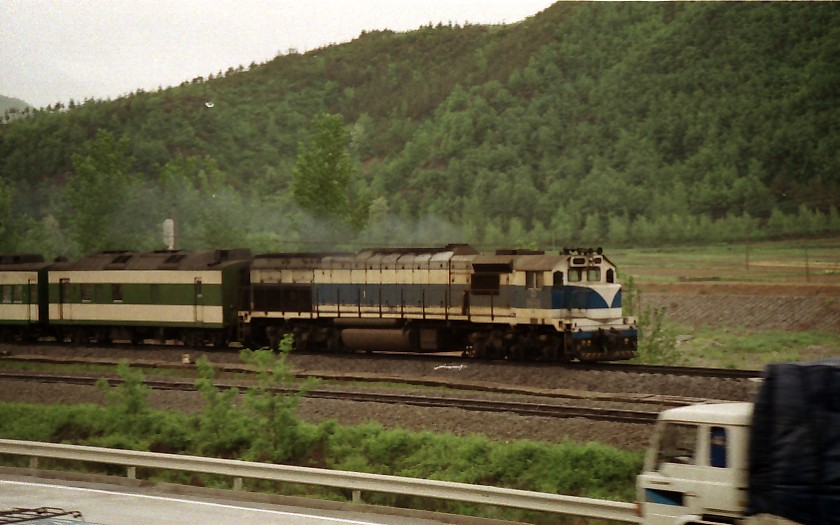
여객 전용 구 도색

## 같이 보기
- 7300호대 디젤 기관차
- 7400호대 디젤 기관차
- 7500호대 디젤 기관차

## 등장 작품
"로이 비쥬얼 '가 제작한 애니메이션'로보카 폴리'는이 차량을 모델로 한 '트리노'라는 이름의 캐릭터가 등장하지만, 차축 배치가 B'o-B'o이 되고있다 바퀴에라드 가있다 등 실차와 다른 부분이 몇개 존재한다. 